# Superactinídeo
Os Superactinídeos são o grupo de elementos químicos por descobrir, com números atômicos que vão do elemento 121 até ao elemento 153, em que os níveis eletrônicos 5g e 6f são preenchidos. Os superactinideos fazem parte da tabela periódica estendida. A existência teórica deste grupo foi proposta por Glenn Theodore Seaborg, que recebeu o Prêmio Nobel de química em 1951.
A equipe de cientistas da Universidade Hebraica de Jerusalém diz ter descoberto o elemento.

## Leitura
J. Huheey: Anorganische Chemie, 2. Auflage, 1995